# گرفسنس
گرفسنس (به سوئدی: Gräfsnäs) یک منطقهٔ مسکونی در سوئد است که در شهر الینگساس واقع شده‌است. گرفسنس ۰٫۸۱ کیلومتر مربع مساحت و ۳۶۷ نفر جمعیت دارد.